# Бадулькі
Бадулькі (пол. Badulki) — село в Польщі, у гміні Одживул Пшисуського повіту Мазовецького воєводства.
У 1975-1998 роках село належало до Радомського воєводства.